# Bahnstrecke Torup–Hyltebruk
| Streckennummer: | 84                   |                                           |                                           |
| Streckenlänge: | 11,8 km              |                                           |                                           |
| Spurweite: | 1435 mm (Normalspur) |                                           |                                           |
| Maximale Neigung: | 16,67 ‰              |                                           |                                           |
| Minimaler Radius: | 300 m                |                                           |                                           |
| Streckengeschwindigkeit: | Bandel 735: 40 km/h  |                                           |                                           |
| |                      |                                           |                                           |
| \| \| 11,8 \| Hyltebruk (früher Pers.-Halt) \| Hyltebruk (früher Pers.-Halt) \| \| \| 5,4 \| Glassbo \| Glassbo \| \| \| 5,0 \| Nissan \| Nissan \| \| \| 4,0 \| Rydöbruk (früher Pers.-Halt) \| Rydöbruk (früher Pers.-Halt) \| \| \| 3,0 \| Våknered \| Våknered \| \| \| \| von Nässjö \| \| \| \| \| \| \| \| \| \| Kilaån \| \| \| \| 0,0 \| Torup \| Torup \| \| \| \| Bahnstrecke Halmstad–Nässjö nach Halmstad \| \| |                      |                                           |                                           |
| Betriebs-/Güterbahnhof Streckenanfang | 11,8                 | Hyltebruk (früher Pers.-Halt)             | Hyltebruk (früher Pers.-Halt)             |
| Blockstelle | 5,4                  | Glassbo                                   | Glassbo                                   |
| Brücke über Wasserlauf | 5,0                  | Nissan                                    | Nissan                                    |
| Dienststation / Betriebs- oder Güterbahnhof | 4,0                  | Rydöbruk (früher Pers.-Halt)              | Rydöbruk (früher Pers.-Halt)              |
| ehemaliger Haltepunkt / Haltestelle | 3,0                  | Våknered                                  | Våknered                                  |
| Strecke · Strecke |                      | von Nässjö                                | von Nässjö                                |
| Strecke nach links · Abzweig geradeaus, nach rechts und von rechts |                      |                                           |                                           |
| Brücke über Wasserlauf |                      | Kilaån                                    | Kilaån                                    |
| Bahnhof | 0,0                  | Torup                                     | Torup                                     |
| Strecke |                      | Bahnstrecke Halmstad–Nässjö nach Halmstad | Bahnstrecke Halmstad–Nässjö nach Halmstad |

Die Bahnstrecke Torup–Hyltebruk ist eine etwa zwölf Kilometer lange normalspurige Bahnstrecke in Hallands län in Schweden. Sie wurde von der Halmstad–Nässjö Järnvägsaktiebolag (HNJ) in zwei Teilabschnitten erbaut und führt zumeist am Ufer des Nissan entlang.

## Teilstrecke Torup–Rydöbruk
Vor dem Bau der Teilstrecke Torup–Rydöbruk wurde mit der Sulfitfabrik in Rydöbruk eine Vereinbarung zwischen dem Eigentümer E. Steffansson und der Halmstad–Nässjö Järnvägsaktiebolag (HNJ) getroffen. Darin verpflichtete sich die HNJ, eine Güterzugstrecke zwischen der Fabrik in Rydöbruk und Torup zu bauen sowie diese zu unterhalten und zu betreiben. Die Fabrik verpflichtete sich, für die Transportleistungen zu bezahlen.
Die Konzession für die Strecke wurde beantragt und die Genehmigung am 1. Oktober 1897 erteilt. Am 10. November 1898 erfolgte die Eröffnung der Strecke für den Güterverkehr. Nach einigen Ergänzungen konnte der gesamte öffentliche Verkehr am 1. Mai 1899 aufgenommen werden. Es wurden Schienen mit einem Metergewicht von 22,5 kg verwendet. Die maximale Steigung betrug 16 Promille und der geringste Krümmungsradius 300 Meter. Die Höchstgeschwindigkeit lag bei 35 km/h.

## Teilstrecke Rydöbruk–Hyltebruk
Der Nissan hatte bei der Mühle in Hylte mehrere Wasserfälle, die zusammen eine Fallhöhe von 24 Metern hatten. Um dieses Gefälle auszunutzen, wurde der Bau eines Kraftwerkes und die Anlage einer Papierfabrik geplant. Der Geschäftsführer der Fabrik in Rydöbruk, A. Ohlsson, stieß Ende 1906 eine Diskussion an, mit dem Ziel, dass die HNJ die Bahnstrecke von Rydöbruk nach Hyltebruk verlängern solle. Dort sollte mit der Hylte Bruks AB eine Zeitungspapiermühle errichtet werden. Die Gesellschaft stand diesem Wunsch positiv gegenüber und leitete eine Überprüfung ein. Am 12. Mai 1907 erklärte sich die HJN mit dem Weiterbau einverstanden. Bedingung war jedoch, dass Ohlsson ein Drittel der Baukosten übernehmen müsse.
Die Konzession für den Weiterbau wurde am 31. Dezember 1907 erteilt, der Bahnbau begann sofort. Am 3. Dezember 1909 wurde der 7,42 Kilometer lange Abschnitt für den allgemeinen Verkehr eröffnet.
Für diesen Streckenteil, der ebenfalls mit Schienen mit einem Metergewicht von 22,5 kg erbaut wurde, galt eine maximale Steigung von 16,67 Promille, ein minimaler Radius von 300 Metern und eine Höchstgeschwindigkeit von 40 km/h.

## Verstaatlichung
Im Rahmen der allgemeinen Eisenbahnverstaatlichung ging die Strecke mit der gesamten HNJ am 1. Juli 1945 in Staatsbesitz über, die Betriebsführung übernahmen Statens Järnvägar.

## Verkehr
1925 wurde der Anschluss der Nebenstrecke durch ein Gleisdreieck ersetzt, das die Führung der Züge in beide Richtung (Halmstad und Nässjö) ermöglichte.
Am 2. Juni 1957 wurde der Personenverkehr auf der Strecke eingestellt, jedoch am 20. August 1990 noch einmal wieder eröffnet. Die endgültige Einstellung erfolgte am 10. Juni 1996.
Der Güterverkehr wurde durch Green Cargo mit Diesellokomotiven der Baureihe T44 auf der Strecke von Halmstad nach Torup durchgeführt, weiter auf der Strecke Torup–Hyltebruk verkehren die Züge als Sperrfahrt. Hauptkunde in Hyltebruk ist die 1907 gegründete Hylte Bruks AB, eine der heute weltweit größten Zeitungspapiermühlen mit rund 900 Mitarbeitern. Sie wurde 1998 von dem finnisch-schwedischen Konzern Stora Enso übernommen und betreibt das Werk unter dem Namen Stora Enso Hylte AB.
2018 übernahm Baneservice nach Green Cargo den Güterzugverkehr. Der Verkehr war inzwischen auf einige wenige Züge pro Woche zurückgegangen. Die sinkende Nachfrage unter anderem nach Zeitungspapier veranlasste Stora Enso dazu, mehrere Papiermaschinen in Hyltebruk zu schließen. 2020 wurde beschlossen, den Schienenverkehr vollständig einzustellen. Der letzte Güterzug verließ Hyltebruk am 30. Oktober 2020. Der restliche Verkehr wurde von LKWs übernommen und die Strecke ist seither ohne planmäßigen Verkehr.